# Aridelus achterbergi
Aridelus achterbergi är en stekelart som beskrevs av T.C. Narendran och Sheeba 2007. Aridelus achterbergi ingår i släktet Aridelus och familjen bracksteklar. Inga underarter finns listade.